# 墩尚镇
墩尚镇是中华人民共和国江苏省连云港市赣榆区下辖的一个镇。是赣榆区的南大门，有便捷的交通优势，同三高速公路及204、310、327三条国道穿境而过。
2013年1月31日，江苏省人民政府批复同意撤销罗阳镇、墩尚镇，将原罗阳镇、墩尚镇所辖区域合并，设立新的墩尚镇，镇政府驻原罗阳镇政府驻地。

## 行政区划
墩尚镇下辖以下村级行政区划单位：
新城村、新生村、青园村、科园村、莓园村、三兴村、灯塔村、新庄村、金桥村、武强山村、银河村、南街村、牛河村、岳韩村、西韩村、大道口村、刁疃村、王疃村、罗阳村、双槐村、新合村、朝阳村、刘湾村、河口村、岭灶村、东关村、河疃村、大沙村和郑庄村。

### 新城村
有11个村民小组，881户，3395口人，耕地面积121.13公顷，2007年工农业总产值12135万元人均收人6594元。

### 新生村
有8个村民小组，601户，2382口人，耕地面积99.78公顷，2007年工农业总产值11090万元，人均收人6872元。

### 南街村
有6个村民小组，375户，1541口人，耕地面积40.62公顷，2007年工农业总产值4630万元，人均收人6717元。

### 岳韩村
有6个村民小组，329户，1252口人，耕地面积51.49公顷，2007年工农业总产值2582万元，人均收人6576元。

### 牛河村
有6个村民小组，399户，1730口人，耕地面积119.79公顷，2007年工农业总产值2120万元，人均收人7514元。

### 王碗村
有5个村民小组，439户，1683口人，耕地面积%.92公顷，2007年工农业总产值2370万元，人均收人6581元。

### 西韩村
有6个村民小组，490户，1825口人，耕地面积72.17公顷，2007年工农业总产值2830万元，人均收人6519元。

### 大口村
有9个村民小组，471户，1752口人，耕地面积86.38公顷，2007年工农业总产值2865万元，人均收人6529元。

### 青园村
有8个村民小组，492户，2122口人，耕地面积92.85公顷，2007年工农业总产值7598万元，人均收人6576元。

### 三兴村
有11个村民小组，688户，2707口人，耕地面积232.78公顷，2007年工农业总产值3560万元，人均收人6672元。

### 科园村
有4个村民小组，331户，1323口人，耕地面积79.24公顷，2007年工农业总产值4788万元，人均收人6817元。

### 巷园村
有6个村民小组，380户，1385口人，耕地面积104.5公顷，2007年工农业总产值2381万元，人均收人6479元。

### 灯塔村
有10个村民小组，697户，2716口人，耕地面积209.77公顷，2007年工农业总产值2570万元，人均收人6901元。

### 新庄村
有6个村民小组，340户，13%口人，耕地面积72.汉公顷，2007年工农业总产值1635万元，人均收人6534元。

### 金桥村
有7个村民小组，425户，1557口人，耕地面积129.33公顷，2007年工农业总产值5780万元，人均收人7317元。

### 武山村
有12个村民小组，749户，2880口人，耕地面积198.17公顷，2007年工农业总产值4370万元，人均收人7606元。

### 银河村
有8个村民小组，403户，1620口人，耕地面积95.91公顷，2007年工农业总产值2283万元，人均收人8032元。

### 刁晚村
有2个村民小组，265户，1039口人，耕地面积93.25公顷，2007年工农业总产值1831万元，人均收人6742元。

## 经济
2007年，全镇国内生产总值38767万元，全社会固定资产投资4.2亿元，实现财政一般预算收人506万元，引进内联资金3.5亿元，实际利用外资
400万美元，实现工业用电量1824万度，工业人库税金1070万元。

## 企业
- 连云港鸿美食品有限公司
- 连云港明均食品有限公司
- 连云港惠丰服装有限公司
- 连云港华人钢结构工程有限公司
- 连云港正德机械制造有限公司
- 连云港东旺水泥有限公司
- 翰榆县天马粮油有限公司
- 赣榆县宏利粮油贸易有限公司
- 连云港菲帝亚饲料有限公司
- 赣榆县同福五金化工有限公司
- 连云港蓝天有限公司